# Becker (televisieserie)
Becker is een Amerikaans sitcom die tussen 1998 en 2004 werd uitgezonden door CBS.
Ted Danson speelt in deze sitcom de rol van een misantropische huisarts, John Becker. Hij runt een praktijk in The Bronx, New York. Becker ergert zich vaak aan anderen en kan politiek incorrect uit de hoek komen, maar hij heeft wel een hart voor zijn patiënten en omgeving. Hij wordt in zijn praktijk geassisteerd door officemanager Margaret Wyborn (Hattie Winston) en de incompetente Linda (Shawnee Smith). Beckers beste en wellicht enige vriend is Jake Malinak (Alex Désert), die hij regelmatig tegenkomt in de bistro van Reggie Kostas (Terry Farrell). Vanaf seizoen vijf wordt haar bistro overgenomen door een nieuwe personage, Chris Conner (Nancy Travis). Reggies bistro wordt ook vaak bezocht door Robert "Bob" Benito (Saverio Guerra), de huisbaas van Becker die ook bij Reggie op de middelbare school heeft gezeten. Becker probeert vaak te stoppen met roken; enkel lukt het hem nooit. Becker zit serieus in zijn midlifecrisis... toch probeert hij te ontkennen dat er met hem iets mis is, terwijl volgens hem iedereen fout zit.
De serie werd in België en Nederland door Comedy Central en de VARA uitgezonden.